# Вест-Ліберті (Кентуккі)
Вест-Ліберті (англ. West Liberty) — місто (англ. city) в США, в окрузі Морган штату Кентуккі. Населення — 3215 осіб (2020).

## Географія
Вест-Ліберті розташований за координатами 37°54′42″ пн. ш. 83°16′17″ зх. д. / 37.91167° пн. ш. 83.27139° зх. д. (37.911804, -83.271488).  За даними Бюро перепису населення США в 2010 році місто мало площу 11,29 км², з яких 11,22 км² — суходіл та 0,07 км² — водойми. В 2017 році площа становила 12,79 км², з яких 12,70 км² — суходіл та 0,09 км² — водойми.

## Демографія
Згідно з переписом 2010 року, у місті мешкало 3435 осіб у 696 домогосподарствах у складі 429 родин. Густота населення становила 304 особи/км².  Було 777 помешкань (69/км²).
Расовий склад населення:
| - 80,1 % — білих - 16,9 % — чорних або афроамериканців - 1,0 % — азіатів - 0,3 % — корінних американців |

До двох чи більше рас належало 1,2 %. Частка іспаномовних становила 1,8 % від усіх жителів.
За віковим діапазоном населення розподілялося таким чином: 9,2 % — особи молодші 18 років, 80,1 % — особи у віці 18—64 років, 10,7 % — особи у віці 65 років та старші. Медіана віку мешканця становила 35,9 року. На 100 осіб жіночої статі у місті припадало 299,9 чоловіків;  на 100 жінок у віці від 18 років та старших — 346,8 чоловіків також старших 18 років.
Середній дохід на одне домашнє господарство  становив 47 299 доларів США (медіана — 34 688), а середній дохід на одну сім'ю — 59 848 доларів (медіана — 47 198). Медіана доходів становила 30 511 долар для чоловіків та 30 568 доларів для жінок. За межею бідності перебувало 26,0 % осіб, у тому числі 35,5 % дітей у віці до 18 років та 31,1 % осіб у віці 65 років та старших.
Цивільне працевлаштоване населення становило 564 особи. Основні галузі зайнятості: освіта, охорона здоров'я та соціальна допомога — 31,4 %, публічна адміністрація — 14,4 %, роздрібна торгівля — 13,5 %.